# Ignazio Pisciotta
(Ignazio Pisciotta)
 (Matera, 18 febbraio 1883 – Sanremo, 27 dicembre 1977) è stato un generale e scultore italiano.

## Biografia
Nato a Matera, studiò alla scuola d'arte di Firenze, col grado di tenente dei bersaglieri partì volontario nella guerra di Libia, dove perse la mano destra a causa dei combattimenti e fu decorato con la medaglia d'argento al valor militare. Nel 1918 dopo reiterate richieste riuscì a tornare sul fronte, destinato alla propaganda presso la 45ª divisione mobilitata, nel settore di Fagarè. Dopo la battaglia del solstizio fu decorato sul campo dal re con un'altra medaglia d'argento al valor militare con la seguente motivazione:

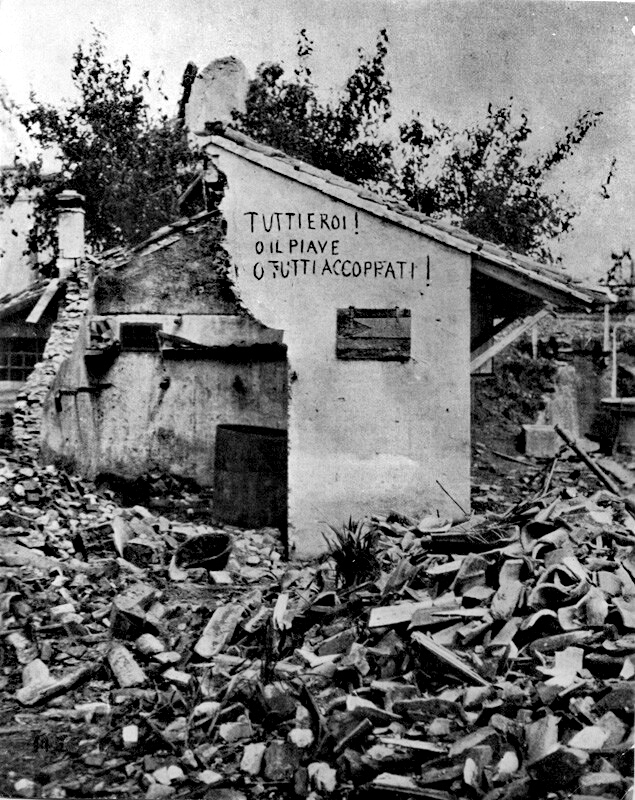
Esortazione patriottica in una casa sinistrata sul Piave

Sebbene sia sua l'esortazione patriottica «Tutti eroi! O il Piave, o tutti accoppati!», gli viene attribuita anche quella di «È meglio vivere un giorno da leone che cento anni da pecora» (nonostante il Pisciotta non amasse parlarne), successivamente utilizzata da Benito Mussolini in un suo celebre discorso e, grazie all’enorme fama ottenuta in seguito, di essa circolarono diverse rivendicazioni di paternità.
Tuttavia, la reale primogenitura di quest’ultima frase rimane dubbia dal momento che l'origine della stessa è di molto antecedente alla battaglia del solstizio (quando il Pisciotta dipinse anch’essa sul muro di una casa diroccata dai bombardamenti a Sant'Andrea di Barbarana, presso Ponte di Piave), motto che parrebbe derivare addirittura da un antico proverbio arabo passato dapprima in ambito culturale, poi militare italiano durante il periodo risorgimentale.
Pisciotta fu quindi promosso maggiore e congedato, salvo poi essere nuovamente richiamato in servizio presso il Museo storico dei bersaglieri a Milano, ed essere infine congedato definitivamente con il grado di generale. 
Pensionato, visse brevemente in Argentina; tornato in Italia, dimorò fino all'età di 94 anni presso una casa di riposo di Sanremo.
A lui è dedicato un museo storico di Matera.
La sezione dei bersaglieri del comune di Bernalda è a lui intitolata.
Come scultore usò lo pseudonimo di Aldo Cadigge, mutuato dalla moglie di Maometto, Cadigia; tenne diversi studi, in periodi differenti, a Firenze, Bologna e Milano.